# Windows 10 phiên bản đầu tiên
Phiên bản đầu tiên của Windows 10 (còn được biết đến với số hiệu là 1507 cũng như tên mã là "Threshold 1"), ra mắt công chúng vào tháng Bảy năm 2015. Nó có số bản dựng là 10.0.10240; trong khi Microsoft đã khẳng định rằng không có bản phát hành nào được chỉ định cho nhà sản xuất phụ tùng gốc; trong khi bản dựng trên được nhiều phương tiện truyền thông miêu tả như là một bản RTM. Nó đã được Microsoft đặt tên là "phiên bản 1507", tức theo quy ước đặt tên: "Hai chữ số đầu tiên là hai chữ số cuối cùng của năm ra mắt, còn hai số sau là tháng mà nó bắt đầu được phát hành ổn định.". Và quy ước trên được áp dụng cho đến phiên bản 2004.
Bản xem trước dành cho những người tham gia chương trình Windows Insiders ra mắt ngày 15 tháng Bảy năm 2015, và bắt đầu được phân phối rộng rãi ngày 29 tháng Bảy năm 2015. Hỗ trợ cho phiên bản 1507 kết thúc vào ngày 9 tháng Năm năm 2017 cho các thiết bị nằm trong chương trình Các Nhánh Hiện tại dành cho doanh nghiệp (CBCBB).

## Các tính năng
Những thay đổi đáng chú ý có trong phiên bản này bao gồm:
- Một start menu hoàn toàn mới
- Sự xuất hiện của Cortana, một trợ lý ảo dành cho máy tính cá nhân
- Một "Chế độ liên tục" cho phép người dùng có thể chuyển qua chuyển lại giữa chế độ máy tính bàn và máy tính bảng
- "Trung tâm Hành động", bao gồm khu vực chứa thông báo và cài đặt nhanh
- Microsoft Edge, một trình duyệt mới, thay thế Internet Explorer là trình duyệt mặc định của Windows PCs.
- Cải thiện đa tác vụ, bao gồm cả desktop ảo
- Nhiều ứng dụng "bulit-in" được nâng cấp

## Lịch sử phát triển
| Chú thích: | Phiên bản cũ |

| Các phiên bản thử nghiệm của Windows 10 phiên bản 1507 | Các phiên bản thử nghiệm của Windows 10 phiên bản 1507        | Các phiên bản thử nghiệm của Windows 10 phiên bản 1507 |
| Version                                                | Ngày phát hành                                                | Highlights |
| ------------------------------------------------------ | ------------------------------------------------------------- | --- |
| 6.4.9841                                               | 1 tháng 10 năm 2014                                           | Đây là build xem trước công khai đầu tiên của Microsoft Windows 10. Nó giới thiệu một trình đơn bắt đầu kết hợp các chức năng của Windows 7 và Windows 8.1. Trong ứng dụng này, các ứng dụng "Metro-Style", tiền thân của trực tiếp của các ứng dụng của UWP, có thể chạy trong các cửa sổ nổi. Cải tiến được thực hiện để quản lý cửa sổ bằng sự ra mắt của Task View có tính năng máy tính để bàn ảo. Các cải tiến khác trong lĩnh vực này bao gồm việc mở rộng tính năng chụp cửa sổ cho phép ứng dụng được chụp lên đến bốn góc với tính năng "Snap Assist" cho thấy các cửa sổ khác để chụp khi người dùng snaps một cửa sổ. Bảng điều khiển dòng lệnh Windows được cập nhật trong build này với các chức năng mới bao gồm cho phép người dùng cắt, sao chép và dán văn bản bằng các phím tắt chuẩn, khả năng hiển thị ở chế độ toàn màn hình ở bất kỳ độ phân giải màn hình nào và các tùy chọn làm trong suốt. |
| 6.4.9860                                               | 21 tháng 10 năm 2014                                          | Bản build xem trước công khai lần hai của Windows 10 giới thiệu Action Center, xuất hiện lần đầu trong Windows Phone 8.1. |
| 6.4.9879                                               | 12 tháng 11 năm 2014                                          | Đây là bản build xem trước công khai cuối cùng có số phiên bản 6.4. Build này mang lại một trong những thay đổi gây tranh cãi nhất cho hệ điều hành đó là loại bỏ "Smart Files" của OneDrive cho phép người dùng xem và làm việc với các tập tin trên OneDrive thông qua File Explorer ngay cả khi chúng không được đồng bộ với thiết bị. Kể từ lúc ấy OneDrive đồng bộ hóa có chọn lọc các nội dung trên máy với dịch vụ đám mây.. Các thay đổi khác về giao diện người dùng bao gồm khả năng ẩn các nút "Task View" và "Search" khỏi Taskbar, cập nhật các biểu tượng menu nhỏ gọn và cập nhật biểu tượng cho các ứng dụng "Metro-Style" từ 3 điểm thành biểu tượng kiểu hamburger. Các cử chỉ mới 3 ngón tay cũng được thêm vào để chuyển sang Task View và chuyển đổi giữa các desktop ảo. Internet Explorer có sẵn tính năng xem trước của công cụ dựng hình EdgeHTML mới. Build này mang lại sự hỗ trợ Bản địa cho các loại tệp Matroska. Nó cũng mang lại cho hệ điều hành khả năng nén dung lượng thông qua tiện ích Disk Cleanup. |
| 10.0.9926                                              | 23 tháng 1 năm 2015                                           | Được phát hành sau sự kiện Windows 10 vào tháng Một của Microsoft, nơi cho thấy lộ trình sắp tới cho hệ điều hành cũng như giới thiệu phần cứng mới, bao gồm cả Hololens và Surface Hub. Build này mang lại một trình đơn Start hoàn toàn mới được xây dựng ở lớp trên của UWP API. Nó thay thế cho menu Start trong Windows 7 và màn hình Start trong Windows 8.1, được xây dựng trên DirectUI kế thừa được sử dụng trên các bản build và phát hành Windows trước. Nút toàn màn hình được thêm vào menu Start mới, cho phép người dùng chuyển đổi trải nghiệm toàn màn hình mà không cần phải vào ứng dụng Cài đặt, đăng xuất và đăng nhập lại như ở các build trước. Đây là build đầu tiên giới thiệu Universal Windows Platform (UWP). Build cũng giới thiệu phiên bản beta của Windows Store được xây dựng bằng cách sử dụng các API UWP. Đồng thời, ứng dụng Xbox mới được ra mắt, mà Microsoft thông báo là sẽ được sử dụng để stream trực tiếp các nội dung trò chơi Xbox One. Một ứng dụng báo thức mới, nổi bật với đồng hồ thế giới, bộ đếm thời gian và đồng hồ bấm giờ. Một ứng dụng Calculator mới UWP thay thế Calculator Win32 truyền thống. Ứng dụng Maps tích hợp Cortana và khả năng lưu bản đồ để sử dụng offline Ứng dụng Photos mới được giới thiệu với nội dung tổng hợp và cải tiến tự động. Cortana trên PC lần đầu tiên được giới thiệu, hỗ trợ vùng U.S. English. Có những thay đổi khác về giao diện trong build này, bao gồm thay đổi phong cách khung cửa sổ mới và hỗ trợ thêm một vài ngôn ngữ. Ứng dụng Settings được cập nhật với cách bố trí mới. Thanh tác vụ được thay đổi phong cách với hình dạng mờ đục mới, các biểu tượng ứng dụng nhỏ hơn, và các đường gạch dưới để biểu thị những ứng dụng nào đang hoạt động. Action Center được thiết kế lại và bao gồm các nút tác vụ nhanh.. Nút tìm kiếm trên Thanh tác vụ được thay đổi thành một hộp tìm kiếm theo mặc định. Tùy chọn để chọn thư mục mặc định khi mở File Explorer cũng được thêm vào trong build này. Phiên bản sớm của DirectX 12 cũng được đưa vào. |
| 10.0.10041                                             | Fast ring: 18 tháng 3 năm 2015 Slow ring: 24 tháng 3 năm 2015 | Ở build này, Cortana đã hỗ trợ tiếng Trung Quốc, Pháp, Đức, Ý, Tây Ban Nha, và Vương quốc Anh. Bản cập nhật ứng dụng dành cho build này bao gồm Insider Hub, Photos và Windows Feedback. Các thay đổi ở giao diện người dùng bao gồm bổ sung các kết nối mạng có thể được gọi ra từ thanh công cụ, công cụ nhập liệu bằng viết tay tối ưu hóa đầu vào cho các mục nhập văn bản ngắn, thay đổi màn hình khóa với nền tảng "bạn có biết" để giúp người dùng đồng hành với Windows 10, nút Start Nhỏ hơn và có hình ảnh động mới. Thay đổi chức năng và thêm sự minh bạch vào menu Start. Các ứng dụng mở không còn xuất hiện trên thanh tác vụ trên tất cả máy tính để bàn ảo theo mặc định và có thể được di chuyển qua desktop. Build này cũng thêm khả năng để mở khóa các thiết bị với Windows Hello, nhưng yêu cầu các nhà sản xuất phải trang bị cho thiết bị một máy ảnh với khả năng nói trên. In sang PDF cũng được thêm vào. |
| 10.0.10049                                             | 30 tháng 3 năm 2015                                           | Build này debut bản xem trước của trình duyệt Microsoft Edge. Alarms & Clocks, Calculator và Voice recorder cũng được cập nhật với giao diện mới. Bio Enrollment cũng được thêm vào, mặc dù tác dụng của nó không thực sự rõ ràng, và người dùng cũng không thể truy cập nó. |
| 10.0.10061                                             | 22 tháng 4 năm 2015                                           | Build này có một số ứng dụng mới cũng như cải tiến các ứng dụng UWP hiện có. Mail, Calendar, MSN Weather, MSN Money, và các ứng dụng khác đã được cập nhật với các giao diện mới cũng như được cải thiện về hiệu suất. Các phiên bản thử nghiệm trước của ứng dụng Music and Video được đi kèm cùng với các đối tác của Windows 8. Bộ sưu tập Microsoft Solitaire cũng được tích hợp luôn vào hệ điều hành. Build này cũng mang lại một số thay đổi giao diện người dùng. Hiện đã có một chủ đề hệ thống màu đen mới trên trình đơn Start, Taskbar và Action Center. Hiệu ứng trong suốt đã xuất hiện trong menu Start, Task Bar, Action Center và cửa sổ xem trước, kèm các tùy chọn để bật hoặc tắt. Menu Start bây giờ có thể thay đổi kích cỡ. Hình ảnh đã được tinh chỉnh cho biểu tượng trên màn hình, các nút đóng cửa sổ và hình thu nhỏ. Chế độ máy tính bảng được cải thiện để khi đang ở chế độ Máy tính bảng, nút Start, Cortana và nút Chế độ xem tất cả sẽ tăng kích thước và không gian để bạn cảm thấy thân thiện hơn. Ngoài ra còn có một thiết lập mới để khởi động trực tiếp vào chế độ Máy tính bảng. Đối với những máy tính bảng dưới 10 inch, đây là lựa chọn mặc định. Microsoft Edge được cải tiến để khi người dùng kích đúp lên thanh tiêu đề của nó, kích thước của cửa sổ sẽ trở thành tối đa. |
| 10.0.10074                                             | 29 tháng 4 năm 2015                                           | Được phát hành cùng với hội nghị Build 2015 của Microsoft, build này giới thiệu hệ thống âm thanh Windows mặc định mới. Giao diện người dùng của Cortana được cải thiện đáng kể; Nó được tích hợp liền mạch với menu Start. Cải tiến được thực hiện để sống gạch, bao gồm cả hình ảnh động mới và bổ sung các tùy chọn để vô hiệu các live-tiles. Giao diện người dùng của menu Start đã được tinh chỉnh hơn. Thông qua thử nghiệm A/B, người dùng được chọn để trải nghiệm menu Start trong suốt với nền mờ. Ứng dụng Settings đã được cải thiện, bao gồm việc thêm tính năng cá nhân hoá trên máy tính để bàn trong ứng dụng. |
| 10.0.10122                                             | 20 tháng 5 năm 2015                                           | Build này mang lại các thay đổi về giao diện người dùng. Biểu tượng File Explorer và Settings trong menu Start được di chuyển xuống dưới cùng, gần nút Power. Khả năng chuyển đổi giữa trình đơn Start và màn hình Start đã được di chuyển đến trang Start Settings mới trong cài đặt Personalization. People, MSN Weather, MSN Money, Insider Hub và các ứng dụng khác đã được cập nhật với các giao diện mới và cải thiện hiệu suất. Microsoft Edge nhận được trang Tab Mới. Build này cũng mang lại những thay đổi về cách Windows 10 xử lý các ứng dụng mặc định. Bây giờ, ứng dụng không thể sửa đổi ứng dụng mặc định; chỉ người dùng cuối mới có thể thực hiện việc này từ ứng dụng. Nếu ứng dụng cố gắng thay đổi mặc định, người dùng sẽ chỉ nhận được một thông báo mô tả cách tự thay đổi ứng dụng mặc định. |
| 10.0.10130                                             | Fast ring: 29 tháng 5 năm 2015 Slow ring: 12 tháng 6 năm 2015 | Build này mang lại các cải tiến về thẩm mĩ. Người dùng đã bắt đầu có thể cá nhân hóa trải nghiệm Start bằng cách mở ứng dụng Settings> Personalization > Start. Có rất nhiều biểu tượng mới trong hệ điều hành. Jump Lists trong Task Bar và menu Start, được giới thiệu lần đầu trong Windows 7, được làm lại sử dụng các API UWP. Các cải tiến khác được tập trung vào Movie & TV, và Microsoft Edge (trong build này vẫn gọi là Project Spartan). Trong build này Windows cũng hỗ trợ chính thức khả năng in các tập tin PDF. Bắt đầu từ build này, Cortana's có thể được khởi chạy bằng tổ hợp ⊞ Win+C. |
| 10.0.10158                                             | 29 tháng 6 năm 2015                                           | Build này mang lại cải tiến UX và sàng lọc, cập nhật cho Cortana và tích hợp với các ứng dụng và dịch vụ. Build cũng bao gồm các cập nhật ứng dụng, bao gồm cập nhật ứng dụng ảnh và ứng dụng Công cụ Snipping cho phép chụp màn hình sau khi người dùng định thời gian chụp. Kể từ build này, ứng dụng Insider Hub không còn được cài đặt mặc định nữa nhưng có thể được cài đặt lại từ ứng dụng Settings. Ứng dụng Windows Photo Viewer cũ không còn có sự kết hợp định dạng hình ảnh khác trong registry để ủng hộ ứng dụng Photos mới. Microsoft Edge cũng đã nhận được những cải tiến đáng kể trong build này. Trình duyệt không còn đề cập đến chính nó là "Dự án Spartan"; Thay vào đó, nó bắt đầu mang tên "Edge". Các bản cập nhật cho trình duyệt bao gồm nút tùy chọn của thanh công cụ, khả năng nhập dữ liệu duyệt web trang từ các trình duyệt khác, chủ đề tối, khả năng kéo và thả các tab sang một cửa sổ Microsoft Edge khác, tự động điền các biểu mẫu và các trường mật khẩu. Người dùng cũng có thể thiết lập trang Microsoft Edge nào sẽ hiển thị khi khởi động và có hiển thị các trang web hàng đầu và/hoặc nội dung tin tức tổng hợp khi mở một tab mới. Microsoft Edge giờ đây có thể tiếp tục phát âm thanh và video ngay cả khi ứng dụng được thu nhỏ. |
| 10.0.10159                                             | 30 tháng 6 năm 2015                                           | Build này mang đến một hình nền desktop mặc định mới, được gọi là "hero image" của Microsoft, sẽ được đưa vào bản phát hành công khai của Windows 10. Màn hình khóa cũng được cập nhật để hiển thị một phiên bản sửa đổi của hình nền mặc định trên trang mà người dùng nhập thông tin đăng nhập của họ. |
| 10.0.10162                                             | Fast ring: 2 tháng 7 năm 2015 Slow ring: 6 tháng 7 năm 2015   | Build này thêm một trợ giúp bật lên về cách sử dụng Chế độ Máy tính bảng. |
| 10.0.10166                                             | 9 tháng 7 năm 2015                                            | Phiên bản phát hành cuối cùng cuối cùng của chi nhánh này cho biết thêm khả năng mua các kết nối wi-fi thông qua Cửa hàng Windows. Vào thời điểm đó, tính năng này chỉ có tại Seattle, WA. |
| Bản dựng                                               | Ngày phát hành                                                | Tính năng tiêu biểu |

| Các phiên bản công khai của Windows 10 phiên bản 1507 | Các phiên bản công khai của Windows 10 phiên bản 1507 | Các phiên bản công khai của Windows 10 phiên bản 1507 | Các phiên bản công khai của Windows 10 phiên bản 1507 |
| Version                                               | Cơ sở                                                 | Ngày phát hành                                        | Highlights |
| ----------------------------------------------------- | ----------------------------------------------------- | ----------------------------------------------------- | --- |
| 10.0.10240.16384 Phiên bản 1507                       | KB3074661                                             | 15 tháng 7 năm 2015                                   | Đây là build released to manufacturing (RTM) đầu tiên của Windows 10. Nó được phát hành để các nhà sản xuất cài sẵn trên các thiết bị mới của họ. Đây cũng là build đầu tiên được bán lẻ trong USB cài đặt cho những khách hàng muốn mua hệ điều hành dưới dạng sản phẩm bán lẻ độc lập.                |
| 10.0.10240.16389                                      | KB3074663                                             | 15 tháng 7 năm 2015                                   | |
| 10.0.10240.16391                                      | KB3074665                                             | 17 tháng 7 năm 2015                                   | |
| 10.0.10240.16393                                      | KB3074669                                             | 20 tháng 7 năm 2015                                   | |
| 10.0.10240.16394                                      | KB3074674                                             | 21 tháng 7 năm 2015                                   | |
| 10.0.10240.16397                                      | KB3074680                                             | 24 tháng 7 năm 2015                                   | |
| 10.0.10240.16399                                      | KB3074681                                             | 25 tháng 7 năm 2015                                   | |
| 10.0.10240.16405                                      | KB3074683                                             | 29 tháng 7 năm 2015                                   | Thường được ám chỉ là "Day One Patch ("bản patch ngày một"), đây là build rộng rãi đầu tiên. Đây là bản cập nhật người dùng nhận được khi nâng cấp lên Windows 10 thông qua chương trình nâng cấp miễn phí hoặc sau khi kiểm tra các bản nâng cấp trên các máy tính cá nhân đã được cài sẵn Windows 10. |
| 10.0.10240.16413                                      | KB3081424                                             | 5 tháng 8 năm 2015                                    | |
| 10.0.10240.16430                                      | KB3081436                                             | 11 tháng 8 năm 2015                                   | |
| 10.0.10240.16433                                      | KB3081438                                             | 14 tháng 8 năm 2015                                   | |
| 10.0.10240.16445                                      | KB3081444                                             | 8 tháng 8 năm 2015                                    | |
| 10.0.10240.16463                                      | KB3081448                                             | 27 tháng 8 năm 2015                                   | |
| 10.0.10240.16487                                      | KB3081455                                             | 8 tháng 9 năm 2015                                    | |
| 10.0.10240.16520                                      | KB3093266                                             | 30 tháng 9 năm 2015                                   | Bản cập nhật tích lũy này của Windows 10 bổ sung các tính năng cho Microsoft Edge. Những website hiển thị hộp thoại quá nhiều lần sẽ bị Microsoft Edge chặn bằng cách bật lên thông báo hỏi người dùng có muốn chặn các hộp thoại ấy hay không.                                                         |
| 10.0.10240.16549                                      | KB3097617                                             | 13 tháng 10 năm 2015                                  | |
| 10.0.10240.16566                                      | KB3105210                                             | 27 tháng 10 năm 2015                                  | |
| 10.0.10240.16590                                      | KB3105213                                             | 10 tháng 11 năm 2015                                  | |
| 10.0.10240.16601                                      | KB3116869                                             | 8 tháng 12 năm 2015                                   | |
| 10.0.10240.16644                                      | KB3124266                                             | 12 tháng 1 năm 2016                                   | |
| 10.0.10240.16683                                      | KB3135174                                             | 9 tháng 2 năm 2016                                    | |
| 10.0.10240.16725                                      | KB3140745                                             | 8 tháng 3 năm 2016                                    | |
| 10.0.10240.16769                                      | KB3147461                                             | 12 tháng 4 năm 2016                                   | |
| 10.0.10240.16854                                      | KB3156387                                             | 10 tháng 5 năm 2016                                   | |
| 10.0.10240.16942                                      | KB3163017                                             | 14 tháng 6 năm 2016                                   | |
| 10.0.10240.17024                                      | KB3163912                                             | 12 tháng 7 năm 2016                                   | |
| 10.0.10240.17071                                      | KB3176492                                             | 9 tháng 8 năm 2016                                    | |
| 10.0.10240.17113                                      | KB3185611                                             | 13 tháng 9 năm 2016                                   | |
| 10.0.10240.17146                                      | KB3192440                                             | 11 tháng 10 năm 2016                                  | |
| 10.0.10240.17190                                      | KB3198585                                             | 8 tháng 11 năm 2016                                   | |
| 10.0.10240.17202                                      | KB3205383                                             | 13 tháng 12 năm 2016                                  | |
| 10.0.10240.17236                                      | KB3210720                                             | 10 tháng 1 năm 2017                                   | |
| 10.0.10240.17319                                      | KB4012606                                             | 14 tháng 3 năm 2017                                   | |
| 10.0.10240.17320                                      | KB4016637                                             | 22 tháng 3 năm 2017                                   | |
| 10.0.10240.17354                                      | KB4015221                                             | 11 tháng 4 năm 2017                                   | |
| 10.0.10240.17394                                      | KB4019474                                             | 9 tháng 5 năm 2017                                    | |
| 10.0.10240.17443                                      | KB4022727                                             | 13 tháng 6 năm 2017                                   | |
| 10.0.10240.17446                                      | KB4032695                                             | 27 tháng 6 năm 2017                                   | |
| Bản dựng                                              | Mã hiệu                                               | Ngày phát hành                                        | Tính năng tiêu biểu |